# Luiz Carlos Dias

Wappen von Luiz Carlos Dias als Weihbischof in São Paulo

Luiz Carlos Dias (* 16. September 1964 in Caconde, São Paulo) ist ein brasilianischer Geistlicher und römisch-katholischer Bischof von São Carlos.

## Leben
Luiz Carlos Dias studierte Philosophie (1984–1986) und Katholische Theologie (1987–1990) am Centro de Estudos da Arquidiocese de Ribeirão Preto (CEARP) in Ribeirão Preto. Dias wurde am 28. Oktober 1989 zum Diakon geweiht und empfing am 5. April 1991 in der Pfarrkirche Imaculada Conceição in Caconde durch den Bischof von São João da Boa Vista, Tomás Vaquero, das Sakrament der Priesterweihe.
Dias war zunächst als Regens des propädeutischen Priesterseminars des Bistums São João da Boa Vista (1992–2002) und als Pfarrvikar der Pfarrei Imaculada Conceição in Caconde (1991–2002) tätig. 2002 wurde Luiz Carlos Dias für weiterführende Studien nach Rom entsandt, wo er 2004 an der Päpstlichen Universität Gregoriana ein Lizenziat im Fach Philosophie erwarb. Nach der Rückkehr in seine Heimat wirkte Dias kurzzeitig als Pfarrer der Pfarrei Nossa Senhora de Fátima in São João da Boa Vista und als Direktor des Philosophischen Instituts des Bistums São João da Boa Vista, bevor er 2005 Regens des Priesterseminars São João Maria Vianney in Mogi Guaçu und Pfarrvikar der Pfarrei São Judas Tadeu wurde. Zudem war er Koordinator für die missionarische Pastoral im Bistum São João da Boa Vista und Mitglied des Priesterrats. Ferner lehrte Luiz Carlos Dias an den Philosophischen Instituten der Bistümer São João da Boa Vista und Guaxupé sowie des Erzbistums Brasília. Ab 2010 war Dias bei der Brasilianischen Bischofskonferenz Sekretär der Campanha da Fraternidade und der Campanha da Evangelização sowie Mitglied des Generalsekretariats.
Am 16. März 2016 ernannte ihn Papst Franziskus zum Titularbischof von Tunes und bestellte ihn zum Weihbischof in São Paulo. Der Erzbischof von São Paulo, Odilo Kardinal Pedro Scherer, spendete ihm am 7. Mai desselben Jahres in der Sporthalle von Caconde die Bischofsweihe. Mitkonsekratoren waren der Bischof von São João da Boa Vista, David Dias Pimentel, und Leonardo Ulrich Steiner OFM, Weihbischof in Brasília. Sein Wahlspruch Vim para servir („Gekommen, um zu dienen“) stammt aus Mk 10,45 . Als Weihbischof war Luiz Carlos Dias Bischofsvikar für die Region Belém.
Papst Franziskus bestellte ihn am 20. Oktober 2021 zum Bischof von São Carlos. Die Amtseinführung erfolgte am 18. Dezember desselben Jahres. Zudem ist Luiz Carlos Dias Sekretär der Region Sul 1 der Brasilianischen Bischofskonferenz. Vom 1. November 2023 bis zum 17. Februar 2024 war Dias zudem Apostolischer Administrator des vakanten Bistums Catanduva.